# Walter Jost
Pour les articles homonymes, voir Jost.
Walter Jost (25 juillet 1896 à Rastatt – 24 avril 1945 à Villadose) est un Generalleutnant allemand qui a servi au sein de la Heer dans la Wehrmacht pendant la Seconde Guerre mondiale.
Il a été récipiendaire de la Croix de chevalier de la Croix de fer. Cette décoration est attribuée pour récompenser un acte d'une extrême bravoure sur le champ de bataille ou un commandement militaire avec succès.

## Biographie
Au début de la Première Guerre mondiale, le 5 août 1914, Jost s'engage comme volontaire dans le 30e régiment d'artillerie de campagne de l'armée prussienne à Rastatt. À la mi-octobre 1914, il est affecté à la 70e colonne de munitions d'artillerie de réserve sur le front ouest. De fin juin à fin octobre 1915, il suit un stage d'aspirant officier à Gand et est ensuite muté comme enseigne dans le 111e régiment d'infanterie.
Touché par un mitraillage de chasseurs britanniques volant à basse-altitude, Walter Jost meurt le 24 avril 1945 à Villadose en Italie.

## Décorations
- Croix de fer (1914)
  - 2e Classe
  - 1re Classe
- Insigne des blessés (1914)
  - en Noir
- Croix de chevalier 2e Classe de l'Ordre du Lion de Zaeringen avec glaives
- Croix d'honneur
- Agrafe de la Croix de fer (1939)
  - 2e Classe
  - 1re Classe
- Insigne des blessés (1939)
  - en Noir
  - en Argent
- Médaille du Front de l'Est
- Médaille de service de la Wehrmacht (Dienstauszeichnung der Wehrmacht) 4e à 1re Classe
- Croix de chevalier de la Croix de fer
  - Croix de chevalier le 31 mars 1942 en tant que Oberst et commandant du Infanterie-Regiment 75[1]